# Friedrich Tezner
Friedrich Tezner (ur. 1856, zm. 1925) – austriacki administratywista przełomu XIX i XX w.
Po studiach prawniczych pracował w kancelariach prawnych. Udzielał się w Neuen Wiener Sparkasse (Nowej Wiedeńskiej Kasie Pożyczkowej). W 1907 mianowany sędzią austriackiego Trybunału Administracyjnego w Wiedniu. W 1921 został prezesem senatu tegoż sądu. W pracy naukowej koncentrował się na zagadnieniu nauki administracji, prawa administracyjnego i sądownictwa administracyjnego.
Napisał podręcznik austriackiego postępowania administracyjnego ("Handbuch des österreichischen Administrativverfahrens"), który wywarł duży wpływ na kodyfikację procedury administracyjnej w Austrii. Jego znanym dziełem była monografia uznania administracyjnego (cytowana do dziś) "Das freie Ermessen der Verwaltungsbehoerden" (wyd. 1924). Sprzeciwiał się w niej nadużywaniu przez organy administracyjne konstrukcji swobodnego uznania oraz pojęć niedookreślonych.